# Емейшань
Емейша́нь (кит.: 峨眉山) — гори, що розташовані в центрально-південній частині провінції Сичуань на переході між Сичуаньською западиною і Цінхай-Тибетським нагір'ям. У 1996 році гори Емейшань і великий Будда Лешань були занесені до реєстру Світової спадщини ЮНЕСКО. Комітет світової спадщини констатував: «У I ст. на виразній вершині гір Емейшань був створений перший в Китаї буддиський монастир. Зі створенням інших храмів Емейшаньський храмовий комплекс став однією з головних святинь буддизму. За багато століть тут накопичилися зразки прекрасної культурної спадщини. Гори Емейшань відомі всьому світу багатющою колекцією видів фауни і флори; тут зростають субтропічні рослини і гірські хвойні ліси. Деякі з них існують вже тисячу років».

## Опис
Найвища вершина — Ванфодін («Вершина тисячі будд») — підноситься на 3099 м над рівнем моря. Емейські гори славляться в світі мальовничими пейзажами і буддійськими легендами і переказами. Багатий природний ландшафт тут органічно зливається з древніми пам'ятками культури.
Місцева фауна і флора виключно багаті, повністю зберігається цілісна субтропічна флора. Вкрита лісом площа становить 87 % від загальної території. Тут зростає понад 3200 видів 242 родин цінних рослин, що становить одну десяту від загального числа рідкісної флори всього Китаю, серед них понад 100 видів зустрічається лише в цьому краю; їх навіть називають «емей». Крім того, в горах мешкає 2300 видів тварин, серед них багато рідкісних.　　
Гори Емейшань є одними з чотирьох найшанованіших у буддистів гір Китаю. Поширення буддизму, будівництво і процвітання храмів додали слави цим горам. Релігійна, особливо буддійська культура, складає основу емейських історичних цінностей і пам'яток. Вся архитектура, статуї, сакральне начиння, предмети богослужіння і церемоніалів, музика, живопис демонструють суть і зміст віросповідальної культури. На горах багато храмів, найвідоміші з них — це «Вісім великих храмів на золотистій вершині», що включають Баогоси («Храм служіння Батьківщині»), Ваньняньси («Храм тисячі років»). 　
Гори Емейшань славляться не лише дивним пейзажем, багатими ресурсами флори і фауни, але і багатющою культурною спадщиною, накопиченою за 2000 років. Природна і культурна спадщина в горах Емейшань має найціннішу історичну, естетичну, науково-дослідну, науково-популярну і туристичну значущість, будучи багатством всього людства.

## Клімат
Гора знаходиться у зоні, котра характеризується океанічним кліматом субтропічних нагір'їв. Найтепліший місяць — липень із середньою температурою 12.8 °C (55 °F). Найхолодніший місяць — січень, із середньою температурою -5.6 °С (22 °F).
| Клімат гори Емей (на висоті 3 км) | Клімат гори Емей (на висоті 3 км) | Клімат гори Емей (на висоті 3 км) | Клімат гори Емей (на висоті 3 км) | Клімат гори Емей (на висоті 3 км) | Клімат гори Емей (на висоті 3 км) | Клімат гори Емей (на висоті 3 км) | Клімат гори Емей (на висоті 3 км) | Клімат гори Емей (на висоті 3 км) | Клімат гори Емей (на висоті 3 км) | Клімат гори Емей (на висоті 3 км) | Клімат гори Емей (на висоті 3 км) | Клімат гори Емей (на висоті 3 км) | Клімат гори Емей (на висоті 3 км) |
| Показник                          | Січ.                              | Лют.                              | Бер.                              | Квіт.                             | Трав.                             | Черв.                             | Лип.                              | Серп.                             | Вер.                              | Жовт.                             | Лист.                             | Груд.                             | Рік                               |
| Абсолютний максимум, °C           | 13                                | 11                                | 22                                | 22                                | 18                                | 20                                | 21                                | 20                                | 18                                | 15                                | 17                                | 15                                | 22                                |
| Середній максимум, °C             | −1                                | −1                                | 4                                 | 8                                 | 9                                 | 12                                | 15                                | 15                                | 11                                | 6                                 | 2                                 | 1                                 | 7                                 |
| Середня температура, °C           | −5                                | −4                                | 0                                 | 4                                 | 6                                 | 9                                 | 12                                | 12                                | 8                                 | 3                                 | 0                                 | −2                                | 3                                 |
| Середній мінімум, °C              | −9                                | −8                                | −3                                | 1                                 | 3                                 | 7                                 | 10                                | 9                                 | 6                                 | 0                                 | −3                                | −6                                | 0                                 |
| Абсолютний мінімум, °C            | −18                               | −17                               | −16                               | −7                                | −2                                | 0                                 | 3                                 | 0                                 | −2                                | −10                               | −12                               | −16                               | −18                               |
| Вологість повітря, %              | 77                                | 86                                | 83                                | 85                                | 88                                | 87                                | 91                                | 88                                | 90                                | 91                                | 90                                | 80                                | 86                                |
| --------------------------------- | --------------------------------- | --------------------------------- | --------------------------------- | --------------------------------- | --------------------------------- | --------------------------------- | --------------------------------- | --------------------------------- | --------------------------------- | --------------------------------- | --------------------------------- | --------------------------------- | --------------------------------- |
| Джерело: Weatherbase              |                                   |                                   |                                   |                                   |                                   |                                   |                                   |                                   |                                   |                                   |                                   |                                   |                                   |